# Amedee Reyburn
Amedee Reyburn (n. 25 martie 1879, Saint Louis, Missouri, SUA – d. 10 februarie 1920, Saint Louis, Missouri, SUA) a fost un înotător ce a reprezentat Statele Unite ale Americii, medaliat olimpic. A participat la o ediție a Jocurilor Olimpice (1904) în care a câștigat două medalii de bronz.